# Carl Nordström
Carl Leonard Severus Nordström, född 5 maj 1826 i Sölje i Stavnäs, död 26 december 1897 i Le Havre, var en svensk grosshandlare, glasbruksägare och mordbrännare.

## Biografi
Carl Nordström föddes som son till bruksägaren Jonas Niklas Nordström och dennes hustru Maria Cajsa Eriksson på Sölje järnbruk. Han studerade först vid Katedralskolan i Uppsala och åkte därefter till Lübeck för studier vid ett handelsinstitut. Han återvände till Sverige och Göteborg där han blev köpman. Han flyttade därefter till Stockholm där han dock förlorade sin förmögenhet under Krisen 1857.

### Branden på Sigtuna glasbruk
Under 1880-talet både ägde och arrenderade han Sigtuna glasbruk, som han försökte sätta eld på vid åtskilliga tillfällen för att få ut ersättning via försäkringen. 1885 dömdes han av Sigtuna rådhusrätt för mordbrand den 11 februari, vilket bekräftades av Kunglig Majestät den 7 augusti. Han dömdes till förlust av medborgerligt förtroende för all framtid samt straffarbete i åtta år vid Långholmens fängelse. Han hustru Matilda Emilia Margareta Nordström ansökte om nåd för mannen 1888, 1889, 1891 samt 1892, men alla dessa avslogs. Han frigavs den 14 maj 1893.
I en av nådeansökningarna skriver Carl Nordström: på det jag arme av ålder och lidande försvagade, sjuke och bräcklige, ej längre må försmäkta inom fängelsets murar".

### Familj och de sista åren
Carl Nordström var gift med Matilda Emilia Margareta Lehman (1835-1911) och fick med henne flera barn. Domen innebar att hans personlig ekonomi kraschade och han försattes i konkurs av Stockholms rådhusrätt  i början av 1886. Dock hade hustrun redan 1881 fått boskillnad, det vill säga före konkursen, varför denna inte drabbade henne. 
Han dog i Le Havre i Frankrike 1897.